# Alexander Schmid
Pour les articles homonymes, voir Schmid.
Alexander « Alex » Schmid, né le 9 juin 1994 à Oberstdorf, est un skieur alpin allemand, spécialiste du slalom géant. Notamment spécialiste du parallèle (deux podiums lors d'épreuves disputées en Coupe du monde en 2020), il devient champion du monde de la spécialité lors des Mondiaux de Courchevel/Méribel 2023.

## Biographie
Membre du club SC Fischen, il prend part à ses premières courses FIS lors de la saison 2009-2010. En 2012, il devient champion d'Allemagne junior de slalom géant, puis termine cinquième dans cette discipline aux Championnats du monde junior à Roccaraso.
Il fait ses débuts en Coupe du monde en octobre 2014 à Sölden, avant de gagner sa première manche en Coupe d'Europe à Oberjoch en février 2015. En décembre 2017, il marque ses premiers points en Coupe du monde en se classant sixième du slalom géant de Val d'Isère.
Il est sélectionné pour les Jeux olympiques de Pyeongchang en 2018, où il ne va pas au bout du slalom géant. En mars 2018, il contribue à la troisième place des Allemands à l'épreuve par équipes à Åre dans la Coupe du monde.
Il est huitième aux Championnats du monde 2019, à Åre, en slalom géant.
En février 2020, il se retrouve de nouveau dans le top dix et sur son premier podium en Coupe du monde avec une troisième place au slalom géant parallèle de Courchevel. En parallèle, il obtient un deuxième podium à ce niveau lors de la saison suivante.
Lors des Championnats du monde 2021, à Cortina d'Ampezzo, il atteint les demi-finales sur le parallèle, perdant face à Loic Meillard pour le gain de la médaille de bronze. Il concourt dans l'épreuve par équipes, où il décroche la médaille de bronze avec Andrea Filser, Emma Aicher et Stefan Luitz. 
Originaire comme lui d'Allgäu, son frère Manuel est aussi un skieur alpin actif en Coupe du monde. Sa mère Carola est aussi skieuse alpine.

## Palmarès

### Jeux olympiques
| Épreuve / Édition | Pyeongchang 2018 | Pékin 2022 |
| Slalom géant      | Abandon          |            |
| Par équipes       | 5e               | Argent     |

### Championnats du monde
| Épreuve / Édition | Åre 2019 | Cortina 2021 | Courchevel-Méribel 2023 |
| Slalom géant      | 8e       | Abandon      |                         |
| Parallèle         | -        | 4e           | Or                      |
| Par équipes       | -        | Bronze       |                         |

### Coupe du monde
- Meilleur classement général : 33e en 2021.
- 3 podiums : 2 en parallèle et 1 en slalom géant[3].
- 2 podiums par équipes[4].

#### Classements
| Saison / Épreuve | Saison / Épreuve | Général | Général | Slalom | Slalom | Slalom géant | Slalom géant | Super G | Super G | Descente | Descente | Combiné | Combiné | Parallèle | Parallèle |
| ---------------- | ---------------- | ------- | ------- | ------ | ------ | ------------ | ------------ | ------- | ------- | -------- | -------- | ------- | ------- | --------- | --------- |
| Saison / Épreuve | Saison / Épreuve | Class.  | Points  | Class. | Points | Class.       | Points       | Class.  | Points  | Class.   | Points   | Class.  | Points  | Class.    | Points    |
| 2018             | 2018             | 66e     | 92      | —      | —      | 20e          | 92           | —       | —       | —        | —        | —       | —       | —         | —         |
| 2019             | 2019             | 81e     | 70      | –      | –      | 24e          | 70           | —       | —       | —        | —        | —       | —       | —         | —         |
| 2020             | 2020             | 44e     | 165     | –      | –      | 19e          | 92           | —       | —       | —        | —        | —       | —       | 5e        | 73        |
| 2021             | 2021             | 33e     | 248     | –      | –      | 16e          | 188          | —       | —       | —        | —        | —       | —       | 3e        | 60        |

Un seul parallèle ayant été disputé en 2021, aucun globe n'a été attribué

### Championnats d'Allemagne
- Vainqueur du slalom géant en 2015.
- Vainqueur du slalom en 2015.

### Coupe d'Europe
- 1 victoire, en slalom géant[5].